# Guanačí vlna
Guanačí vlna

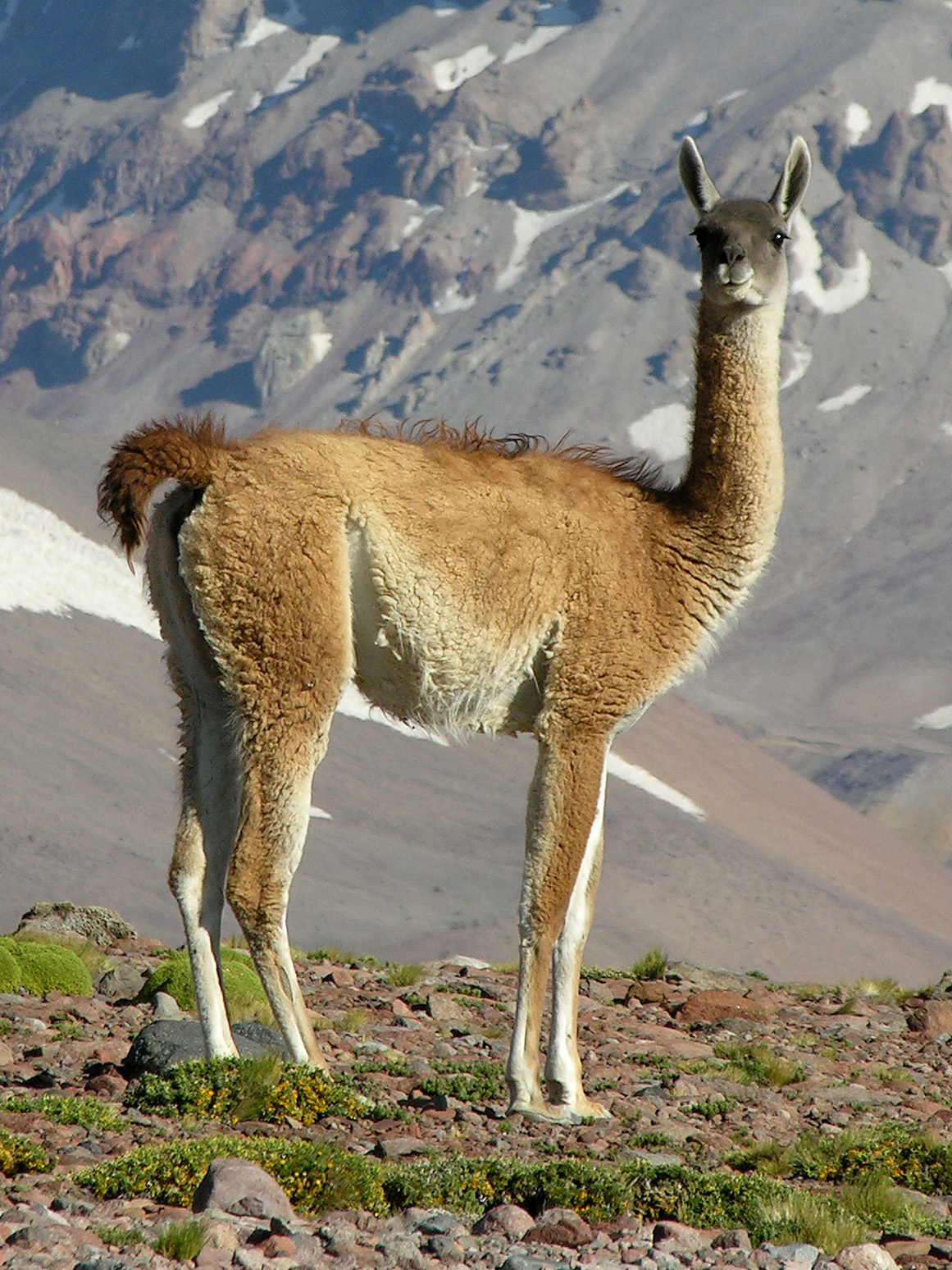
Argentinské guanako

je textilní surovina ze srsti lamy guanako.

## Z historie guanaka
Guanako bylo známé v jižní Americe už před mnoha tisíci lety. Podle některých odhadů dosahoval před invazí Španělů v 16. století počet zvířat až 35 milionů, potom se prudce snížil, takže se na začátku 21. století počítalo s cca 600 000 zvířaty (asi 80 % v Argentině a zbytek v Peru a v Chile).
Vlna se i v 21. století získává většinou tak, že polodivoká guanaka se jednou za rok chytají, ostříhají (0,5–1 kg surové vlny) a propustí do volné přírody.
Celková produkce surových vláken se udává se 2 tunami za rok.

## Vlastnosti vláken
Stříž sestává asi z 50 % z jemných vláken (ø 16,5 µm) s ø délkou 35 mm a z 50 % hrubých chlupů (až 45 µm) a délkou do 14 cm.
Vlákna jsou lehká, hřejivá a výrobky z nich nedráždí lidskou pokožku. Barva: od světle hnědé (na hřbetě zvířete) až po bílou (pod břichem).

## Zpracování
Vlákenná stříž se musí odchlupit (zbavit hrubých chlupů, což je asi polovina obsahu rouna) a při následujícím praní se vylučuje cca 10 % nežádoucích příměsí. Většina jemných vláken se zpracovává podobně jako ovčí vlna na česanou přízi, z menší části se vyrábí mykaná příze. Asi 20 % přízí se vyrábí s příměsí ovčí vlny, známé jsou také směsi s hedvábím a kašmírem.

## Použití
Tkaniny (na obleky a pláště) a pleteniny (na lehké svetříky) se prodávají vesměs jako luxusní zboží. Např. pánské obleky se prodávají v maloobchodě až za 15 000 USD. 